# Capacete Adrian

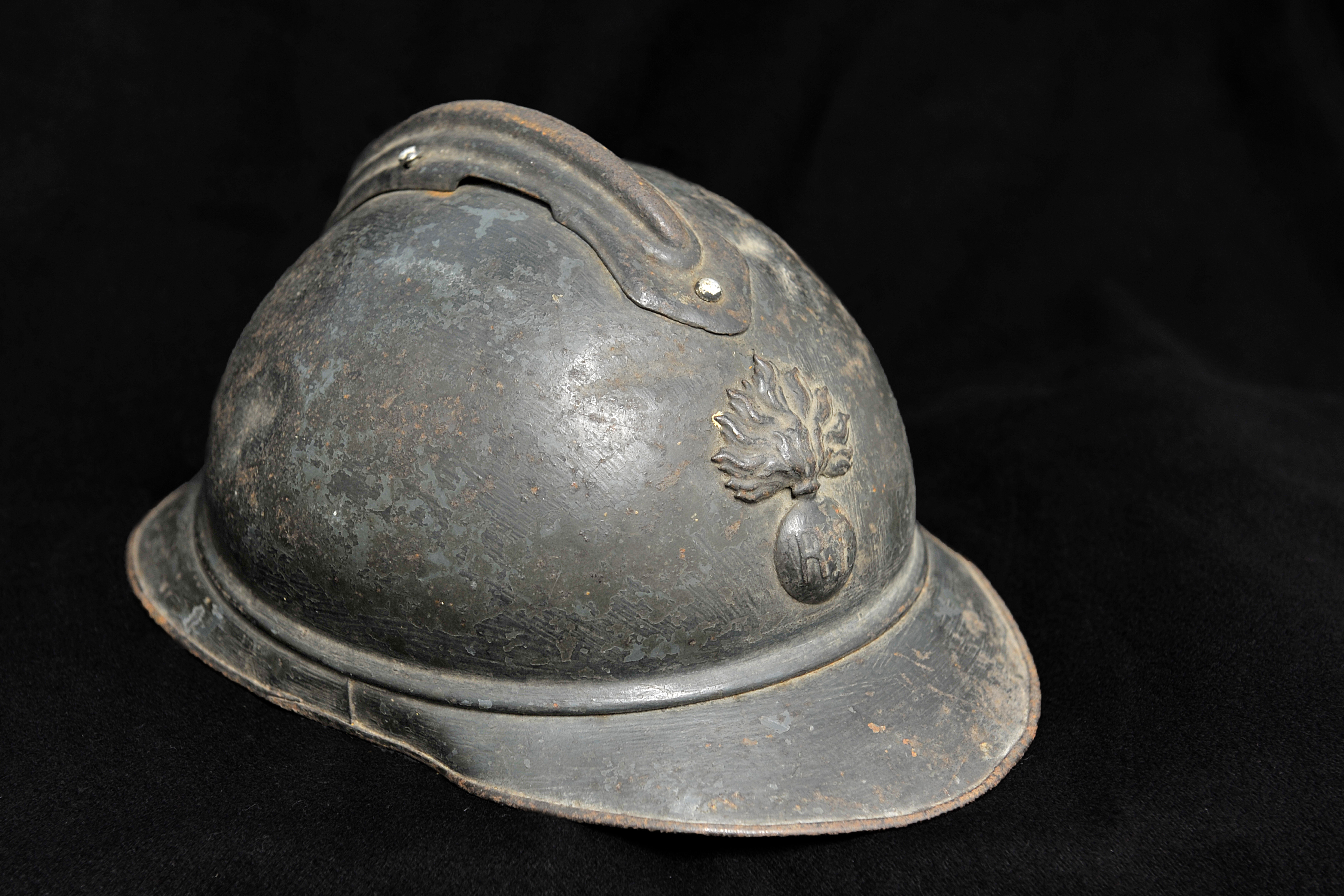
Um capacete de infantaria M15 Adrian francês.

O capacete M15 Adrian (em francês:  Casque Adrian) foi um capacete de combate feito para o exército francês durante a Primeira Guerra Mundial. Sua versão original, o M15, foi o primeiro capacete padrão do exército francês e foi projetado quando milhões de soldados franceses estavam engajados na guerra de trincheiras, e ferimentos na cabeça causados por estilhaços gerados por fogo indireto de artilharia tornaram-se uma causa frequente de baixas no campo de batalha; 77% das lesões dos poilus estavam localizadas na cabeça antes de sua adoção, e este número caiu para 22% em 1916. Introduzido em 1915, foi o primeiro capacete de aço moderno.
O Adrian substituiu a cervelière, uma tampa de aço usada sob o casquete ou quepe, e adotada em fevereiro de 1915, com o novo capacete sendo distribuído a partir de setembro de 1915. O Adrian serviu como capacete básico de muitos exércitos até as décadas de 1930 e 1940. Inicialmente emitidos para soldados de infantaria, em forma modificada, eles também foram emitidos para a cavalaria e tripulações de tanques. Uma versão subsequente, o M26, foi usado durante a Segunda Guerra Mundial.
Mais de vinte milhões destes capacetes foram produzidos pela França durante o período da Primeira Guerra Mundial, sendo utilizados também por outros países, como Bélgica, Brasil, China, Grécia, Itália, Japão, Luxemburgo, México, Marrocos, Peru, Polônia, Romênia, Rússia, Sérvia, Espanha, Tailândia, Estados Unidos, União Soviética e Iugoslávia.

## Desenvolvimento

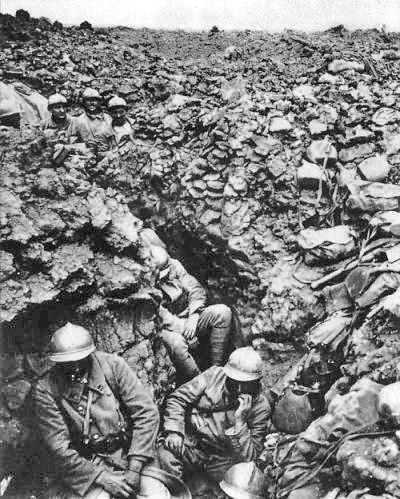
Soldados franceses com capacetes Adrian na Cota 34 durante a Batalha de Verdun, 1916.

Os capacetes M15 Adrian vêm das fábricas Irmãos Japy em Paris (rue Albouy) e Beaucourt, perto de Belfort, e outras empresas (Reflex, Jouet de Paris, Société des Phares Auteroche, Dupeyron, Compagnie des compteurs e Bonnet, no boulevard Beaumarchais em Paris) e foram projetados com a ajuda de Louis Kuhn, chefe da oficina de grampeamento mecânico em Japy Frères. Eles foram encomendados pelo subintendente militar Louis Adrian, sendo batizados com o nome Adrian.
O capacete Adrian foi projetado para proteger os soldados de estilhaços de obuses que explodiam acima das trincheiras. A presença de uma crista lembra os capacetes de cavalaria, projetados para desviar golpes de sabre, mas destina-se a absorver choques vindos de cima; a crista é esmagada, então o choque é transmitido para o casco do capacete. O Adrian é uma evolução do capacete de 1895 para bombeiros, ele próprio uma evolução dos capacetes "à chenille" da Guarda Nacional, de onde vieram os primeiros bombeiros. Ao apagar incêndios, objetos caem na cabeça dos bombeiros, por isto a forma e função do capacete.

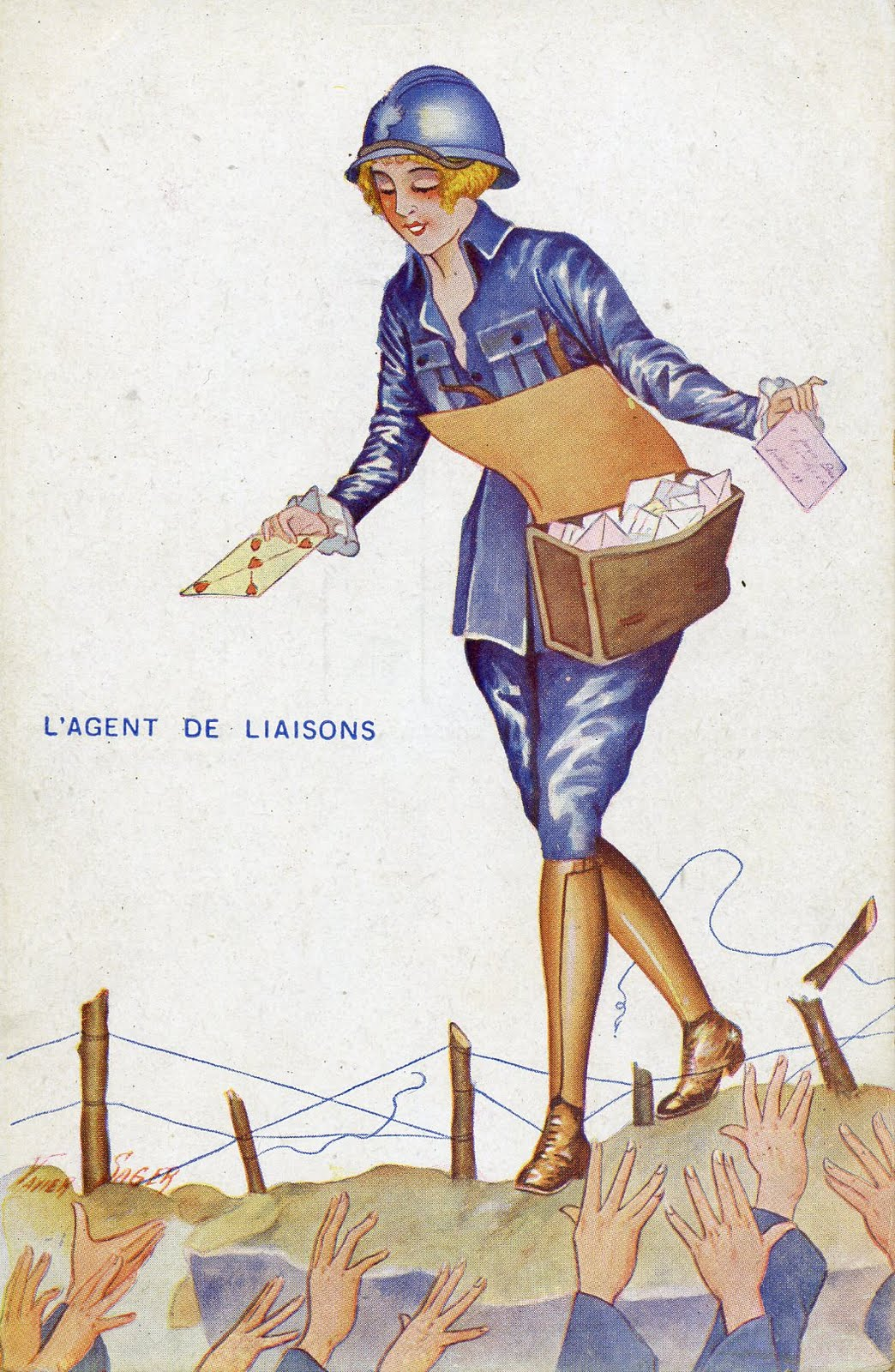
L'agent de liaisons, cartão-postal mostrando uma bela moça em uniforme francês azul-celeste e capacete Adrian.

Fabricado em aço laminado de 0,7mm de espessura, o capacete, que pesa apenas 670 a 750 gramas, é mais leve que os capacetes alemão (Stahlhelm modelo 16/18) e britânico (capacete Brodie) que surgiram posteriormente, em fevereiro de 1916 e final de 1915, respectivamente. O Adrian estava disponível em três tamanhos - A, B e C - que eram ainda divididos em 3 tamanhos de circunferência da cabeça - 54, 58 e 64; sendo, portanto, 9 tamanhos ao todo. De cor azul-horizonte, era, ao contrário destes últimos, composto por 5 partes, o casco, a viseira e a nuca, o brasão e a suspensão de couro. Na frente do capacete foi preso por abas de metal o atributo característico da arma ou serviço (infantaria, artilharia, caçadores a pé, serviço médico, etc), sendo o mais difundido o da infantaria, com uma granada encimada por uma chama, e estampada com as iniciais "RF" para República Francesa. A suspensão, em preto ou castanho, inicialmente talhado numa única peça de couro e composto por sete "dentes de lobo" (uma espécie de cavilhas metálicas) com orifícios e rebites para permitir a passagem de um cordão; foi posteriormente constituído por sete peças de couro costuradas, consistindo em seis dentes de lobo e uma coroa, na parte de trás da qual é costurada uma tira de tecido, este geralmente de uniformes usados. No inverno, alguns soldados acrescentaram estofamento extra de pano ou jornal entre o casco e a suspensão de couro.

O primeiro modelo do Adrian foi encomendado em 21 de maio de 1915, com o pedido de 160 mil unidades. Os primeiros capacetes foram pintados de azul brilhante: um verniz azulado, chamado "cinza-artilharia", que é a cor do famoso canhão 75. Rapidamente ficou claro que o brilho do sol os tornava excelentes alvos. Os soldados, portanto, os camuflaram com lama e capas de capacete de tecido foram emitidas. Estas capas foram comuns no início da Batalha de Verdun, mas foram descontinuadas quando foi notado que as capas sujas de lama infecionavam os ferimentos. Tinta fosca foi distribuída para as unidades pintarem seus capacetes antes que a pintura fosse padronizada diretamente na fábrica. Os capacetes das tropas coloniais, do Exército da África e alhures, foram repintados na cor mostarda e depois pintados diretamente nesta cor na fábrica. As jugulares dos oficiais geralmente eram feitas de couro trançado e compradas comercialmente. O recorte da parte frontal da crista pode variar um pouco dependendo do fabricante. A distribuição começou no final de junho de 1915, mas na verdade só em agosto de 1915 as tropas foram devidamente equipadas com o novo capacete. A primeira grande operação com as tropas já utilizando o Adrian foi a Ofensiva da Champanha em setembro de 1915.

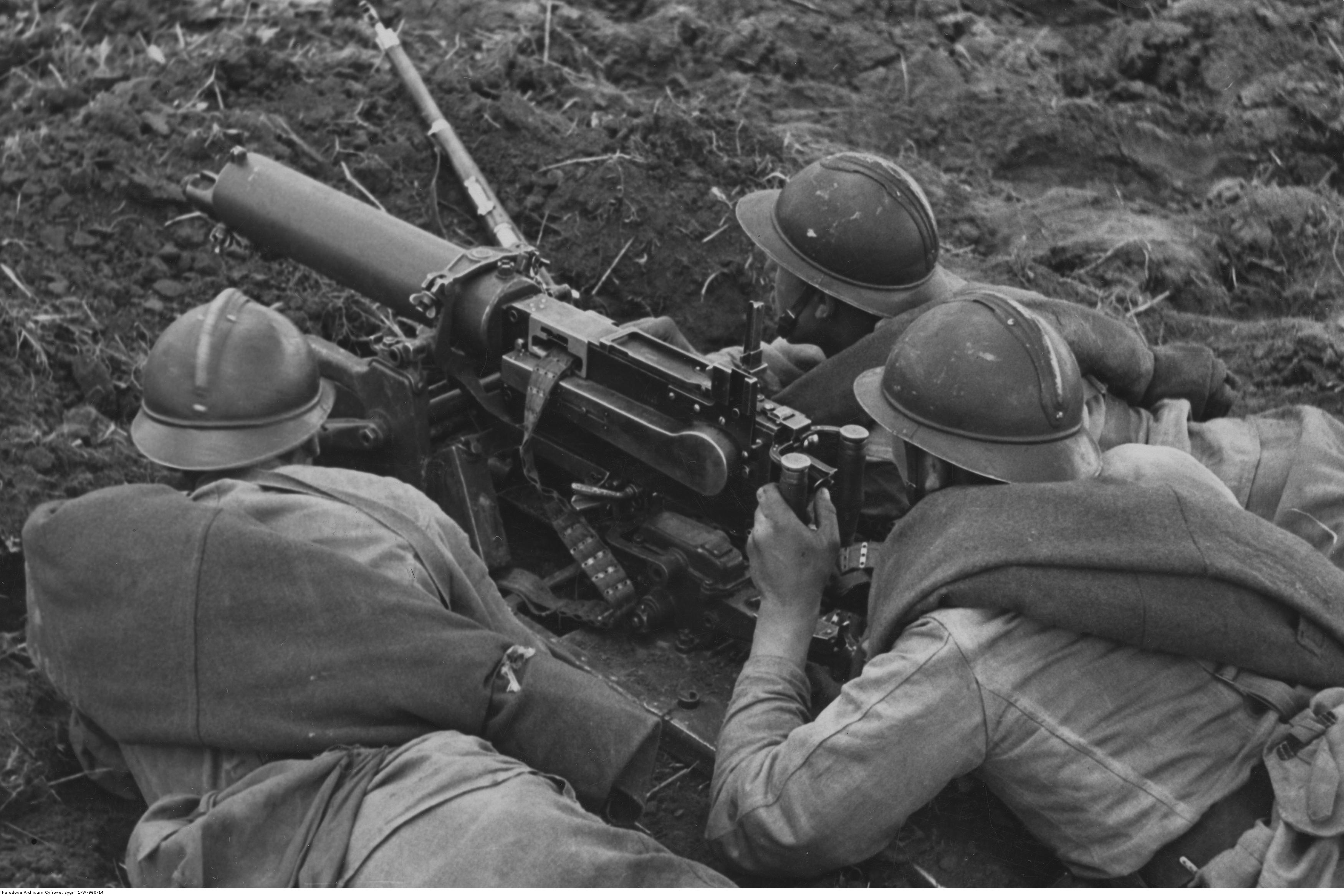
Soldados poloneses com seu capacete Adrian com uma metralhadora 7,92mm Maxim WZ 08.

A 23 de dezembro, todos os exércitos estão equipados, ou seja, 3.125.000 capacetes distribuídos em tempo recorde, sendo entregues ao exército francês sete meses após a decisão do estado-maior. Mais de vinte milhões de capacetes Adrian modelo 1915 foram produzidos e equiparam, além dos franceses, soldados italianos, belgas, russos, romenos, sérvios, iugoslavos, gregos, tailandeses, japoneses, etc. O capacete Adrian também recebeu proteções extras, como a viseira Polack, usada dentro das trincheiras. Desenvolvida pelo tenente-coronel médico Aron Polack, um cidadão russo emigrado, era uma máscara com grades colocada na viseira do capacete Adrian. Os capacetes de aço endurecido, experimentais, foram comercializados pela empresa Franck et Siraudin a um preço de 20 a 25 francos (47-59 euros) e rapidamente banidos por serem perigosos para o usuário em caso de impacto. Outra variante do Adrian foi uma versão para as tripulações dos carros de assalto, com o corte da viseira e a sua substituição por uma proteção frontal reforçada.
Em 2020, engenheiros americanos da Universidade Duke realizaram testes para comparar os respectivos méritos dos capacetes alemão (Stahlhelm), britânico (Brodie) e francês (Adrian), com o moderno capacete americano de kevlar, em termos de resistência ao sopro de uma explosão, e concluíram que os capacetes militares modernos não protegem o cérebro das ondas de choque criadas por uma explosão melhor do que seus equivalentes da Primeira Guerra Mundial. A pressão aplicada acima do capacete foi semelhante àquela capaz de causar hemorragia cerebral, e os testes mostraram que o risco era de 50% sem capacete, menos de 10% com os capacetes alemães e britânicos, 5% com o capacete americano moderno e apenas 1% com o capacete francês Adrian. O estudo especifica que os três capacetes de aço foram feitos com os mesmos materiais e que, mesmo que tendo um casco mais fino, o capacete Adrian se beneficia da crista, que protege melhor contra as ondas de choque.